# Etulia
Etulia (en rumano: Etulia; en gagauzo: Tülüküü) es una comuna y pueblo de la unidad territorial autónoma de Gagaúzia, al sur de Moldavia.

## Toponimia
El nombre del asentamiento en otros idiomas de importancia en el asentamiento es Etuliya (en ruso: Етулия; en ucraniano: Етулія).

## Geografía
Etulia se encuentra en el extremo sur de Moldavia, cerca de las fronteras de Moldavia con Ucrania y Rumania. La comuna de Etulia se divide en 3 partes: Etulia, Etulia Nuoa y Etulia (estación de tren). 

## Historia
Después de la derrota de Rusia en la guerra de Crimea, el pueblo pasó a formar parte del principado de Moldavia y permaneció dentro de las fronteras del reino de Rumania hasta 1879. 

## Demografía
Según el censo de 2004, los gagaúzos representaban el 93,42% de la población en Etulia; los rumanos, el 3,86%; y los ucranianos, el  1,17%.

## Infraestructura

### Transporte
Los autobuses interurbanos circulan diariamente desde el pueblo hasta la ciudad de Vulcănești, y el autobús internacional Reni-Chisináu pasa por el pueblo. La estación de tren del mismo nombre se encuentra en la comuna de Etulia, por donde pasan trenes a Ucrania y Rumanía a diario.

## Personas destacadas
- Evghenia Guțul (1986): política moldava de etnia gagaúza que es gobernadora de Gagaúzia desde julio de 2023.